# Oxen (film)
För andra betydelser, se Oxen.
Oxen är en svensk dramafilm från 1991 i regi av Sven Nykvist.  Filmen är baserad på romanen "Oxen" (Stockholm Prisma, 1981) skriven av Siv Cedering.

## Handling
Oxen är inspirerad av en verklig händelse kring 1868. Sven Nykvist fick historien berättad för sig i sin barndom. Handlingen utspelar sig i Småland under svältåren. En torpare slår ihjäl en oxe för att få mat till familjen. Ingen misstänker honom, men när köttet tagit slut blir han tvungen att sälja skinnet. På Vimmerby marknad blir han igenkänd av den lokala prästen och övertalad av denne att bekänna, med förhoppningen att straffet ska bli lindrigt. Det blir det inte. 

## Om filmen
Filmen spelades in i Högsby i Småland och många av statisterna hämtades från trakten för att få rätt dialekt på de medverkande. Filmen producerades av Jean Doumanian (tidigare producent för Saturday Night Live) som debuterade som långfilmsproducent. Hon gick sedan vidare och producerade ett flertal filmer åt Woody Allen. Den svenska kritiken var hård och filmen kom att ses av endast 11 000 personer. Genom Lasse Summanens och Sven Nykvists samarbete fick Oxen ett bättre mottagande i USA och var nominerad till en Oscar för Bästa icke-engelskspråkiga film på Oscarsgalan 1992.

## Rollista
- Helge (Wilhelm) Roos – Stellan Skarsgård
- Elfrida, Helges hustru – Ewa Fröling
- Svenning Gustavsson – Lennart Hjulström
- Kyrkoherden – Max von Sydow
- Maria, Svennings hustru – Liv Ullmann
- Flyckt, indelt soldat – Björn Granath
- Silver – Erland Josephson
- Johannes, fånge på Karlsborgs fästning – Rikard Wolff
- Rallaren – Helge Jordal
- Den gamla gumman – Agneta Prytz
- Kompanichef på Karlsborgs fästning – Björn Gustafson
- Handelsmannen – J.E. Beaucaire
- Handelsmannens röst – Sven Nykvist
- Domarens röst – Henrik Schildt
- Helges och Elfridas dotter Anna – Debora Hjälmarö
- Oxafösare -  Set Sigvardsson  - (Oxmuseet)